# Mónica Ponce de León
Mónica Ponce de León é uma arquiteta e educadora venezuelano-estadunidense, além de diretora da Escola de Arquitetura da Universidade de Princeton. Vencedora do Prêmio Nacional de Design, Ponce de León é reconhecida como uma pioneira na aplicação da tecnologia robótica para a construção civil. Sua empresa interdisciplinar, MPdL Studio, tem escritórios em Ann Arbor, MI, Nova York e Boston, MA. Ponce de León anteriormente serviu como diretora Faculdade de Arquitetura e Urbanismo na Universidade de Michigan (2008-2015) e como professora na Escola de Pós-Graduação de Design na Universidade de Harvard (1996-2008). Ela foi o sócia-fundadora com Nader Tehrani da premiada empresa Office dA.

## Carreira
Ponce de León foi criada em Caracas, Venezuela, e imigrou para a Miami, Flórida, com sua família depois de se formar no ensino médio. Obteve o bacharelado em arquitetura na Universidade de Miami em 1989. Em 1991, ela se tornou mestra em arquitetura e design urbano na Harvard Graduate School of Design. Ela lecionou na Universidade Harvard, SCI-Arc, Rhode Island School of Design e Northeastern University.
Em 2016, Ponce de León, serviu como co-curadora, ao lado da editora de Log, Cynthia Davidson, do pavilhão no Estados Unidos da 15ª edição da Bienal Internacional de Arquitetura de Veneza, Itália.

## Projetos notáveis
Entre outros, seus projetos incluem: "Fabricating Coincidences", em Nova York; a Helios House, em Los Angeles; e Macallen Building e Capela Interreligiosa em Boston.
Fabricating Coincidences foi uma instalação de 1998 no Museu de Arte Moderna, que serviu como um exemplo precoce do potencial de fabricação digital na arquitetura.
Em 2006, ela desenvolveu a RISD Frota Biblioteca na Rhode Island School of Design.

## Homenagens e prêmios
Ao lado de Nader Tehrani , Ponce de León recebeu o Prêmio Jovens Arquitetos em 1997 e o Prêmio Vozes Emergentes em 2003 da Architectural League de Nova York. Em 2002, ela recebeu o Prêmio da Academia de Arquitetura da Academia Americana de Artes e Letras  e, em 2008, ela foi reconhecida como United States Artist Fellow.
Em 2007, Ponce de León, recebeu o Prêmio Nacional de Arquitetura Cooper-Hewitt, sendo a primeira pessoa latino-americana a receber essa honra.